# Paul Virilio
Paul Virilio (Parigi, 4 gennaio 1932 – Rueil-Malmaison, 10 settembre 2018) è stato un filosofo, scrittore, urbanista, teorico culturale ed esperto di nuove tecnologie francese.
Sostenitore dell'architettura obliqua, è noto soprattutto per i suoi scritti su tecnologia e velocità, la cui combinazione costituisce ai suoi occhi una “dromosfera”. Tali principi vengono spesso messi in relazione con architettura, arte, forze armate e concetto di municipalità, studiandone anche i rischi concernenti la tecnologia.

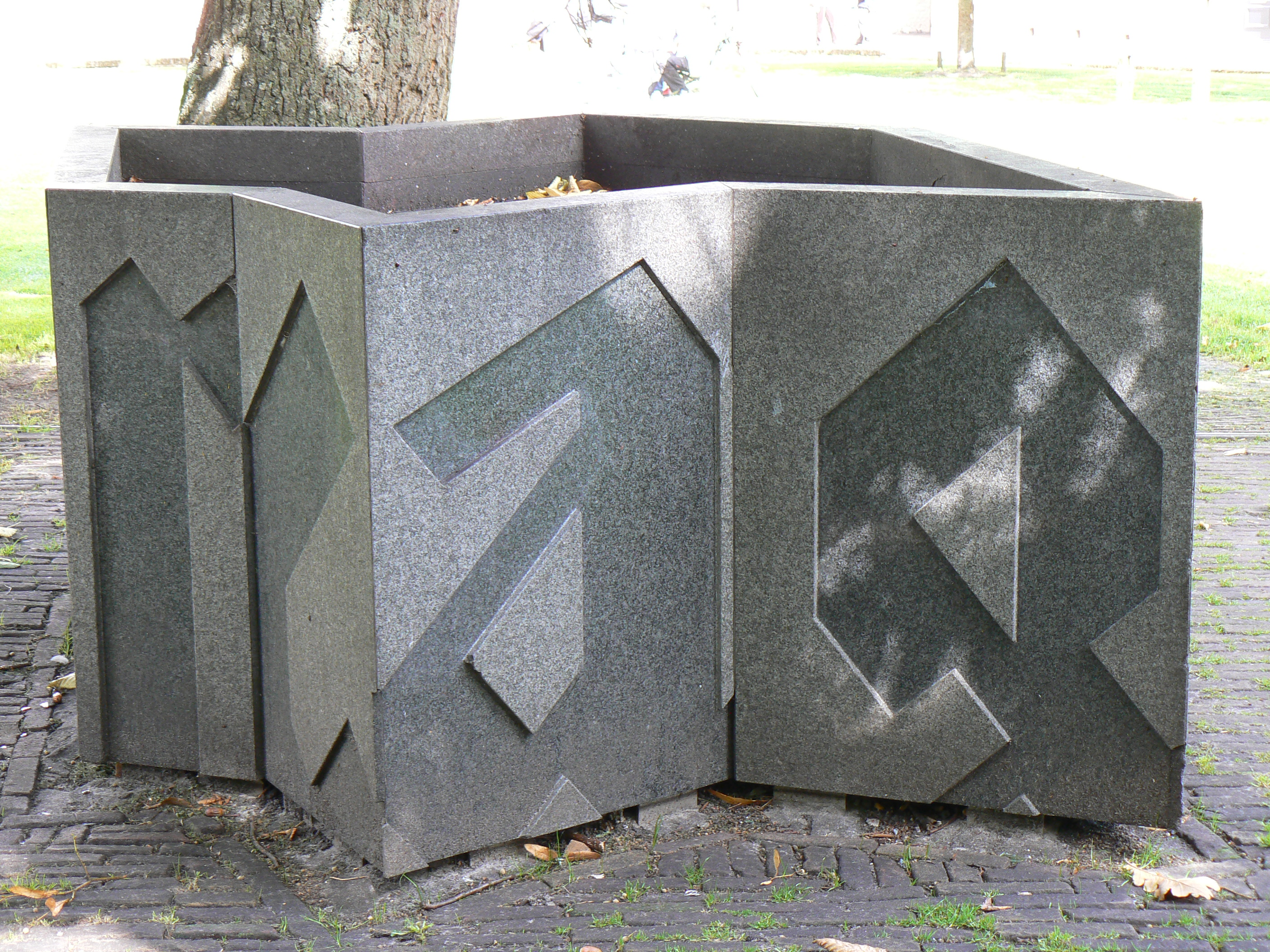
Scultura a Groninga (1990)

## Biografia
Paul Virilio è nato nel 1932 nell'VIII arrondissement di Parigi da padre comunista italiano e madre cattolica bretone. Da bambino assiste ai bombardamenti di Nantes durante la Seconda Guerra Mondiale. Questi non solo lo segneranno profondamente, ma guideranno tutto il suo pensiero futuro e la sua comprensione del mondo: “Siamo stati bombardati dagli Alleati. Per un bambino di dieci anni c'è qualcosa di filosofico in questo: quelli che ci uccidono li amiamo, quelli che ci occupano li odiamo. Sono figlio di questa perplessità, di questa ambiguità". Nascono in questo periodo i temi che saranno al centro della sua riflessione: la guerra come stato generale del mondo contemporaneo, la velocità della distruzione come fattore determinante, lo spazio della città in via di annientamento, il volto mortale del potere tecnocratico.
Si è formato come maestro vetraio presso la École nationale supérieure des arts appliqués et des métiers d'art di Parigi e ha frequentato lezioni con Vladimir Jankélévitch e Raymond Aron alla Sorbona. Ha collaborato alle vetrate di Henri Matisse a Saint-Paul-de-Vence e Georges Braque a Varengeville. Nel 1950 si convertì al cattolicesimo. Con sua moglie, gestisce una galleria di pittura in rue de l'Ancienne Comédie, prima di aprire il loro laboratorio di vetrate in rue Rousselet nel 1955. Richiamato nel 1956 durante la guerra d'Algeria, diventa maestro vetraio di Serge Rezvani e realizza per lui le vetrate della chiesa St-Nicolas di Oye-et-Pallet.
Nel 1958 intraprende uno studio fenomenologico dei territori militari, in particolare dei bunker del Vallo Atlantico.
Nel 1963 fonda il gruppo Architettura Principe con l'architetto Claude Parent, lo scultore Morice Lipsi e il pittore Michel Carrade. La rivista omonima conta 10 numeri, poi segue un manifesto per un'architettura obliqua.
Nel 1965 allestisce la mostra Esplorazione del futuro nelle saline di Arc-et-Senans e l'anno successivo realizza con Claude Parent la chiesa di Sainte Bernadette du Banlay a Nevers, in cui sperimenta l'interno obliquo di un blocco di cemento , e che molti parrocchiani e visitatori scambiano per un bunker. Nel 1967 creò a Vélizy-Villacoublay il Centro di ricerca aerospaziale per la società Thomson-Houston.
Nel 1968 entra a far parte della École Spéciale d'Architecture (ESA) di Parigi come direttore di laboratorio, dove trascorre tutta la sua carriera fino al 1997, diventando professore, poi direttore, poi presidente. È qui che ha inventato il “trittico”: lo studente deve presentare un progetto brutto, poi uno che ritiene buono e infine uno che vada oltre e inglobi i due precedenti.
Paul Virilio entra a far parte del comitato di redazione della rivista Esprit nel 1969, ha cofondato la rivista Cause commune nel 1972 con Jean Baudrillard e Georges Perec e ha lavorato come contributore alla rivista Traverses dal 1975. Ha diretto la collana L'Espace critique presso Éditions Galilée, nella quale pubblica, oltre a numerose sue opere, Espèces d'espaces di Georges Perec, e poi testi di Félix Guattari e Ignacio Ramonet. Nel 1975 è stato curatore e coordinatore del catalogo della mostra Bunker archéologie al Museo delle Arti Decorative di Parigi.
Negli anni '80, assieme a padre Patrick Giros, ha lavorato a favore dei senzatetto e degli esclusi. Nel 1992, ha fatto parte dell'Alto Comitato per l'edilizia abitativa delle persone svantaggiate, creato su richiesta dell'Abbé Pierre. Nel 1993 partecipa al lancio del concorso Balises urbaines, il cui obiettivo era quello di creare un arredo urbano che consentisse ai senzatetto l'accesso al domicilio, ai mezzi di comunicazione e ai servizi sanitari. Questo concorso ebbe però scarso successo.
Nel 1991, Paul Virilio inaugura con La Vitesse, la prima delle mostre da lui realizzate per la Fondazione Cartier. Seguono Ce qui arrive nel 2002 e Terre natale, Ailleurs commence ici nel 2008.
Ritiratosi a La Rochelle, morì il 10 settembre 2018. Il 3 aprile 2019 vi fu inaugurata un'Allée Paul Virilio.

## Architettura
La carriera di Paul Virilio inizia con l'architettura. Dopo la sua ricerca fotografica sui bunker e sulle casamatte del Vallo Atlantico, pensa allo spazio in modo diverso e cerca di definire un pensiero topologico, sotto l'influenza delle teorie della Gestalt. Per lui, il corpo impegna lo spazio e lo spazio deve essere ridefinito in relazione al corpo. È così che teorizza nel 1964 con Claude Parent l'architettura obliqua, che implica una percezione continua dello spazio. Uno dei loro progetti è un instabilizzatore a pendolo: due spazi inclinati in cui pensavano di abitare in modo indipendente per 6 mesi per vedere come la pendenza, l'obliquo, potrebbe cambiare l'idea della percezione dello spazio.
Lo studio Architecture principe di Parent e Virilio, a cui si unì Jean Nouvel, rimase in attività fino al 1968. Gli eventi di quell'anno portarono a una distacco temporaneo tra Virilio e Parent, tra "un anarchico di destra liberale e un figlio di un lavoratore, fervente Cattolico, influenzato dal Situazionismo".
La principale realizzazione dell'architettura obliqua è la chiesa di Sainte-Bernadette Du Banlay, un bunker diviso in due con due piani inclinati, che riflette l'idea di una dialettica negativa e sospesa.

## Filosofia
Ian James ha pubblicato 6 temi sul pensiero di Virilio: politiche di percezione, velocità, virtualizzazione, guerra, politica e arte. John Armitage li riduce a tre: architettura, arte e tecnologia.
Rémy Paindavoine aveva racchiuso nel 1994 questa abbondanza di testi e riflessi in un singolo asse: la fondazione di una teoria della velocità, una dromologia (dal "dromos" greco, razza e loghi, scienza). La velocità è il filo conduttore del lavoro di Virilio, il concetto fondatore del suo pensiero. La questione della velocità ossessiona tutte le sue riflessioni, nella misura in cui non la considera un fenomeno, ma la relazione tra fenomeni.

### L'incidente integrale
La tecnologia non può esistere senza la possibilità di incidenti.
L'incidente è ciò che c'è di inopinato, di non previsto e nasce con la nascita stessa della tecnologia: quando si è inventato il battello si è inventato anche il naufragio, quando si è inventato il treno, tecnologia per spostarsi più velocemente, si è creata la catastrofe ferroviaria. È qualcosa di insuperabile che però la tecnocrazia censura, essa accetta infatti solo di vedere la positività del suo oggetto e dissimula senza posa l'incidente.

### Dromologia
Virilio definisce la dromologia come "la scienza (o la logica) della velocità". La dromologia è importante quando si considera lo strutturarsi della società in relazione alla guerra. "Chi controlla il territorio lo possiede. Il possesso del territorio non riguarda principalmente le leggi ed i contratti, ma prima di tutto riguarda la gestione del movimento e della circolazione." Fonte

### Guerra di movimento
Per Virilio, la transizione dal feudalesimo al capitalismo non fu condotta principalmente dalla politica della ricchezza e dalle tecniche di produzione, ma dalla meccanica della guerra. Per Virilio, il concetto di guerra d'assedio va rivisto nel senso di guerra di movimento. In Velocità e politica Virilio sostiene che "la Storia progredisce alla velocità dei suoi sistemi di armamenti".

### Critiche
Paul Virilio è uno degli autori che vengono accusati di abuso di termini tecnici e tecnologici nel libro Imposture intellettuali di Alan Sokal e Jean Bricmont.

## Influenze
- Martin Heidegger
- Edmund Husserl
- Maurice Merleau-Ponty
- Benoît Mandelbrot
- Albert Einstein

## Opere
- Vitesse et politique, Galilée, Paris, 1977;
  - trad. it. Velocità e politica: saggio di dromologia, Multhipla, Milano, 1981.
- Bunker Archaeology. New York: Princeton Architectural Press, 1994.
- Esthétique de la disparition, Paris: Balland 1980.
  - n. éd. Paris: Galilée 1989.
    - trad. it. di Giustiniana Principe, Estetica della sparizione, edizione italiana a ura di Gabriele Montagano, Napoli: Liguori 1992.
- Guerre et cinéma. Logistique de la perception, Éditions Cahiers du Cinéma, Paris, 1984;
  - trad. it. di Dario Buzzolan, Guerra e cinema. Logistica della percezione, Lindau, Torino 1996, 20183.
- Popular Defense and Ecological Struggles. New York: Semiotext(e), 1990.
- The Aesthetics of Disappearance. New York: Semiotext(e), 1991.
- Lost Dimension. New York: Semiotext(e), 1991.
- The Vision Machine. Bloomington: Indiana University Press, 1994.
- Open Sky. London: Verso, 1997.
- Pure War. New York: Semiotext(e), 1997.
- La bomba informatica. 1999.
- Politics of the Very Worst. New York: Semiotext(e), 1999.
- Polar Inertia. London: Sage, 1999.
- A Landscape of Events. Cambridge: MIT Press, 2000.
- Strategy of Deception. London: Verso, 2000.
- Virilio Live: Selected Interviews. Edited by John Armitage London: Sage, 2001
- Ce qui arrive, Paris]: Galilée 2002.
  - trad. it. di Rosella Prezzo, L'incidente del futuro, Milano: Raffaello Cortina 2002.
- Ground Zero. London: Verso, 2002.
- Desert Screen: War at the Speed of Light. London: Continuum, 2002
- Crepuscular Dawn. New York: Semiotext(e), 2002.
- Art and Fear. London: Continuum, 2003
- Unknown Quantity. New York: Thames and Hudson, 2003.
- Città panico. Cortina Raffaello, 2004.
- Negative Horizon: An Essay in Dromoscopy. London: Continuum, 2005
- L'Université du désastre. Editions Galilée, 2007,
  - trad. it. L'Università del disastro, Raffaello Cortina Editore, Milano, 2008.